# Palazzo Davanzati
Le Palazzo Davanzati est un palais qui se trouve au 9  via di Porta Rossa à Florence en Toscane (Italie). Il héberge le Museo della Casa Fiorentina Antica.

## Histoire
C'est un palais-marchand datant du Moyen Âge qui était situé jusqu'au XIXe siècle près du Mercato Vecchio avant son remplacement par la Piazza della Repubblica, au moment du grand réaménagement urbanistique de la ville (le Risanamento).
Il fut construit par la famille Davizzi, des marchands de l'Arte di Calimala (ou des mercatanti). Il fut vendu vers 1516 à la famille Bartolini, de l'Arte del Cambio, puis, en 1578, à Bernardo Davanzati, également riche marchand, mais aussi important économiste, agronome, érudit et historien italien. C'est lui qui fit poser les blasons sur la façade et augmenta le haut du bâtiment de sa loggia actuelle en terrasse avec sa couverture typique des maisons-tours toscanes médiévales.
En 1838, lorsque le dernier représentant des Davanzatis, Carlo, se suicida, la propriété fut divisée en plusieurs  appartements et connu un abandon progressif, à l'exception de quelques travaux de restauration initiés vers 1884. En 1902, une chambre du bâtiment fut louée par Giovanni Papini et Giuseppe Prezzolini, qui fondèrent la revue Leonardo, dont vingt-cinq numéros parurent, du 4 janvier 1903 à août 1907. Papini lui-même témoigne de l'état de détérioration de l'édifice dans les pages d'Un homme fini (Un uomo finito) : « tout crasseux et sombre, avec des escaliers à moitié en ruine, des murs écorchés ; les galeries à demi murées et la grande cour pleine de virages tortueux, de recoins pisseux et de caisses abandonnées ».
En 1904, le bâtiment, qui avait échappé de peu à la démolition, fut acheté par l'antiquaire Elia Volpi qui le restaura en menant d'importants travaux durant cinq ans, en retrouvant les caractéristiques de la résidence du XIVe siècle et en l'aménageant  de manière à constituer un cadre adapté à l'exposition des nombreuses œuvres d'art qu'il avait collectionnées. De nombreuses décorations murales et graffiti anciens furent redécouverts et restaurés par le peintre Silvio Zanchi. En 1910, Volpi en fit le siège de sa galerie d'antiquités et l'ouvrit au public pour la première fois en tant que musée privé,  « ancienne maison florentine » très appréciée des collectionneurs et voyageurs étrangers, qui la visitaient souvent pour se procurer des idées pour l'ameublement de leur maison. En 1916, Volpi organisa une vente aux enchères mémorable à New York, où il vendit l'ensemble du mobilier de l'immeuble avec grand profit : l'événement est rappelé comme une étape importante pour la diffusion du goût néo-Renaissance aux États-Unis.
En 1920, la maison avait été rénovée et son mobilier fut à nouveau vendu en 1924, à  la suite d'une série de mésaventures commerciales de Volpi, mais cette fois au lieu d'être perdu, il fut acheté par des antiquaires d'origine égyptienne, Vitale et Leopoldo Bengujat, qui louèrent également le bâtiment et l'achetèrent bientôt (1926). En 1934, les meubles furent vendus aux enchères et achetés par une galerie d'art espagnole.
Par la suite, lors du déclenchement de la Seconde Guerre mondiale, le bâtiment, désormais propriété d'un groupe d'antiquaires londoniens, fut réquisitionné et confié en gestion à Monte dei Paschi : il servait de bureau pour les cartes de rationnement et le contrôle de la consommation de la municipalité de Florence. À la fin de la guerre, le bâtiment fut rendu à ses propriétaires et par l'intermédiaire du comte Alessandro Contini Bonacossi, il fut acheté par l'État en 1951.
Destiné à abriter le Museo dell'Antica Casa Fiorentina, inauguré en 1956.

## Architecture
La construction remonte au Trecento et la loggia située sous les toits fut rajoutée à la Renaissance.
Au-delà des pièces de l'avant du rez-de-chaussée servant de boutique  et de réserve au Moyen Âge, le cortile du rez-de-chaussée, centré sur le plan de masse, se prolonge jusqu'au toitures qui servaient de compluvium pour le recueil des eaux de pluie permettant l'autonomie des habitants des lieux. Le prolongement du cortile vers le haut est entouré d'escaliers, de pierre pour les deux premiers étages d'une très grande hauteur sous plafond, et les deux derniers étages en bois servaient de protection par leur démolition en cas d'attaque. L'eau conservée dans une citerne placée sous le cortile était puisée par des seaux passant dans des conduits à section carrée pratiqués dans les murs, allant jusqu'à l'étage supérieur contenant les cuisines.
Les deux premiers étages disposent de pièces strictement identiques de plan d'un étage à l'autre. Ainsi, les salone, donnent sur la façade avec leurs cinq ouvertures à fenêtres centinata.
Les chambres (camere) sont placées au fond opposé à la façade et comportent des réduits destinés aux toilettes et bains. Elles comportent des ouvertures sans fenêtres, simplement occultées par des volets intérieurs.
Premier étageSalone Madornale, Sala dei Pappagalli, lo Studiolo, Camera dei Pavoni. 
Second étageSalone Madornale, Camera da letto della Castellana di Vergy, Studiolo, Sala da Pranzo.
Troisième étageCucina e Camera delle impannate.

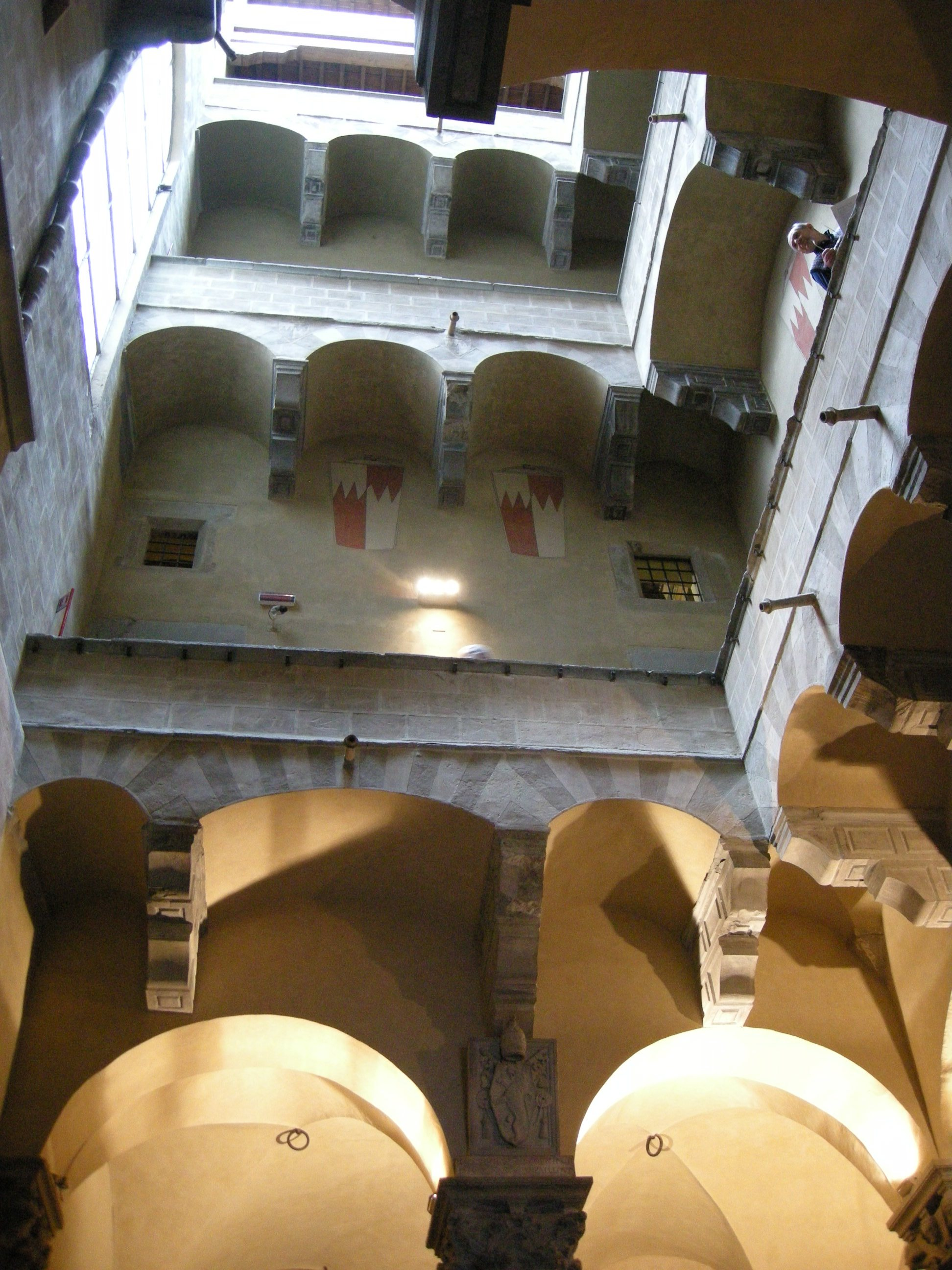
Le cortile et les passages de pierre.
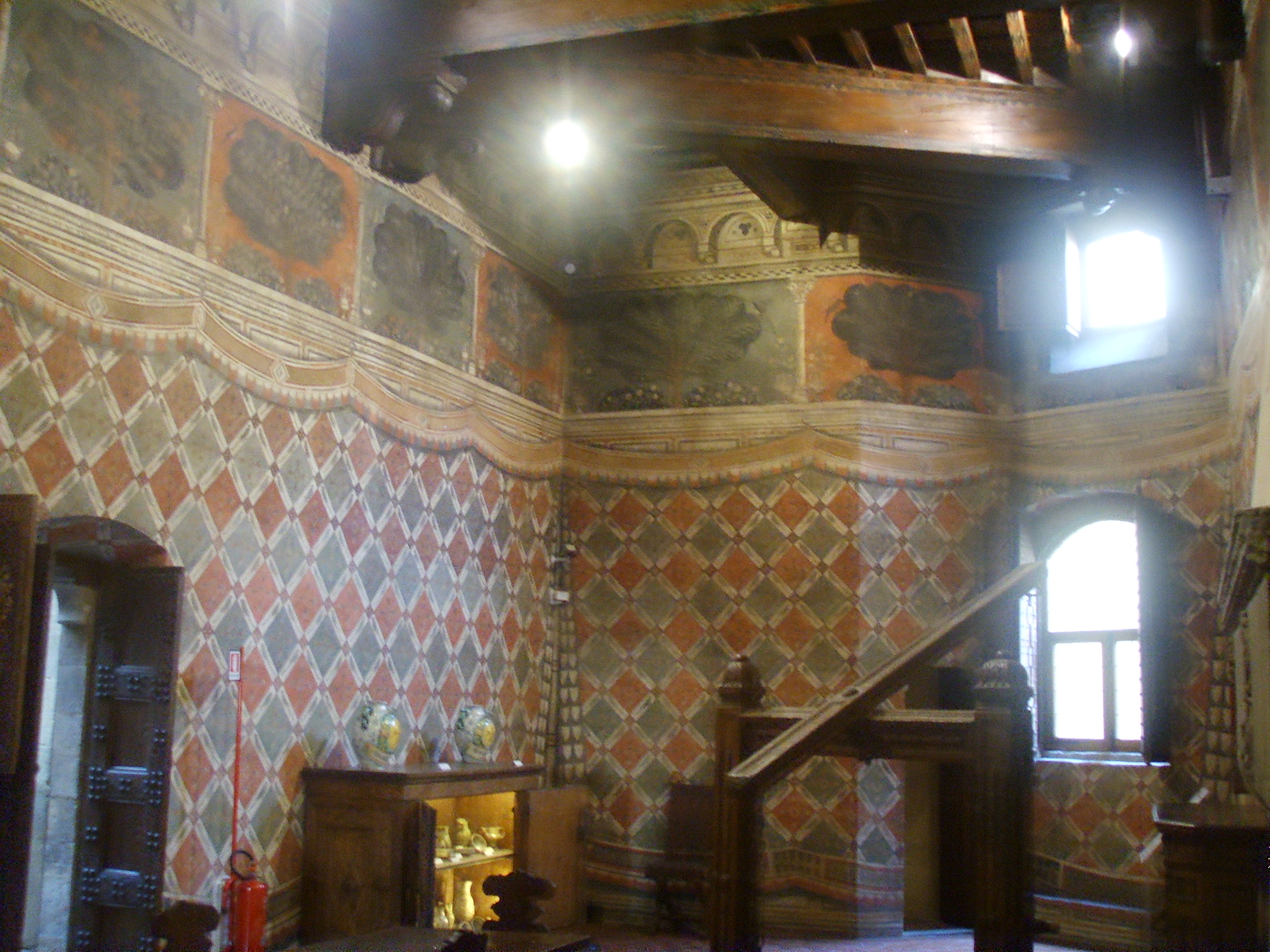
La Salle des perroquets du premier étage.
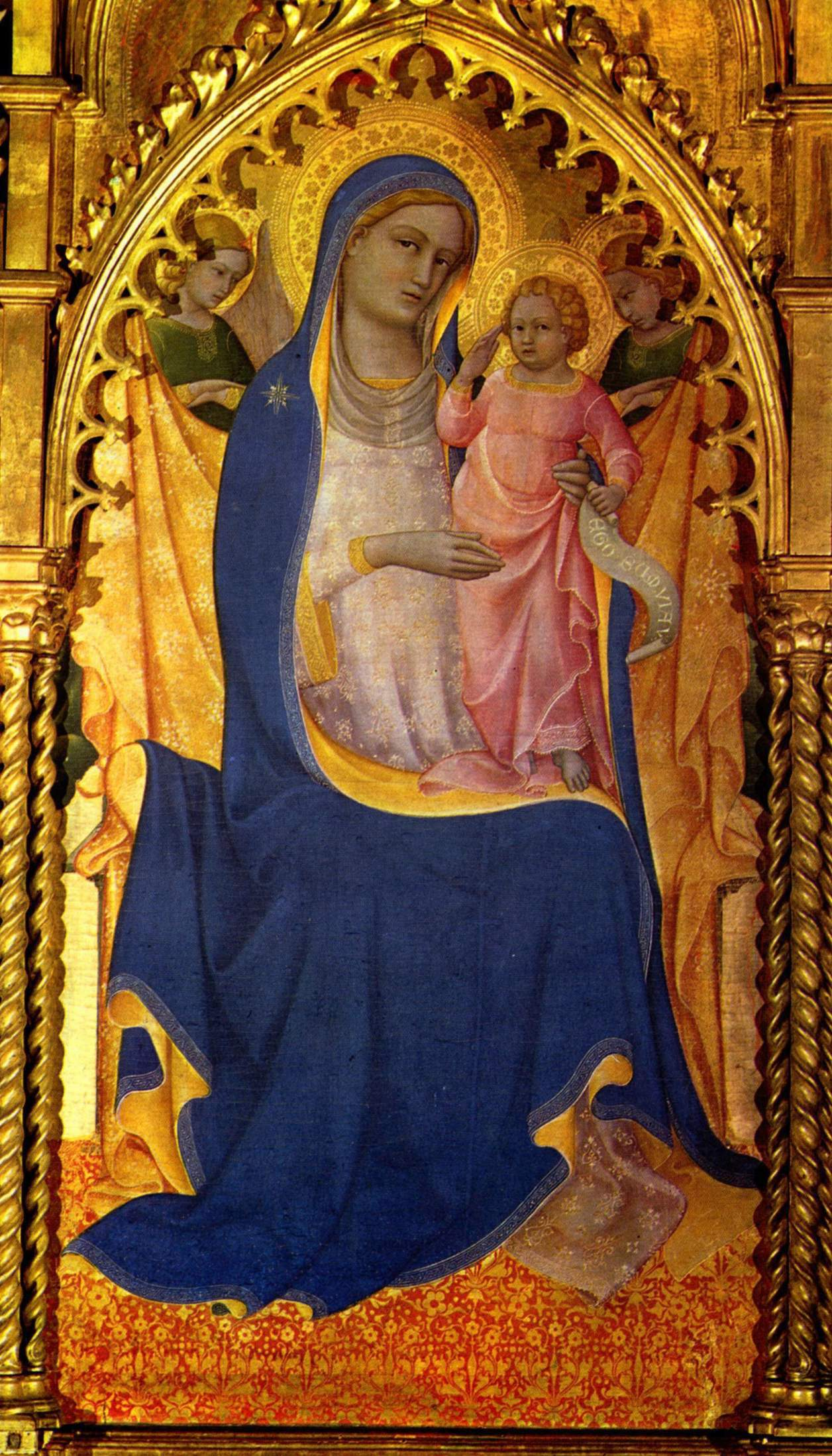
Une des œuvres présentées dans les salons (Madone de Lorenzo Monaco).
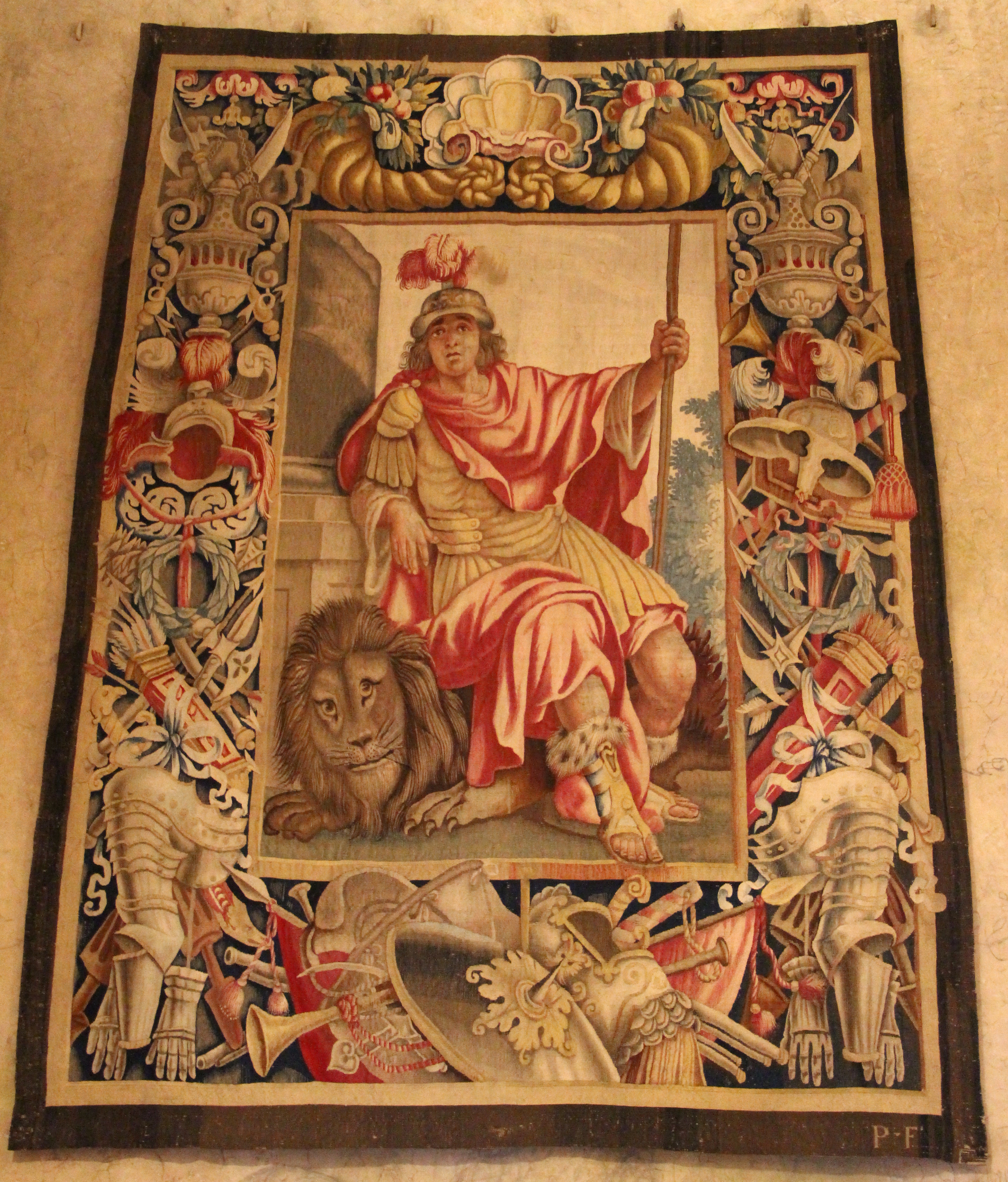
Pietro Févère, tapisserie médicéenne, sur le dessin de Jan van der Straet

## Le musée
Bien que les pièces soient toutes dans leur décorations murales originelles, le mobilier qui les occupe n'a pour but que de restituer une ambiance muséographiée et n'est pas d'origine formelle des lieux ; ainsi, la cuisine n'est pas opérationnelle, tout en rassemblant des ustensiles de l'époque.
Les œuvres présentées sont représentatives de la Renaissance florentine et de ses prémices.